# 스루가만

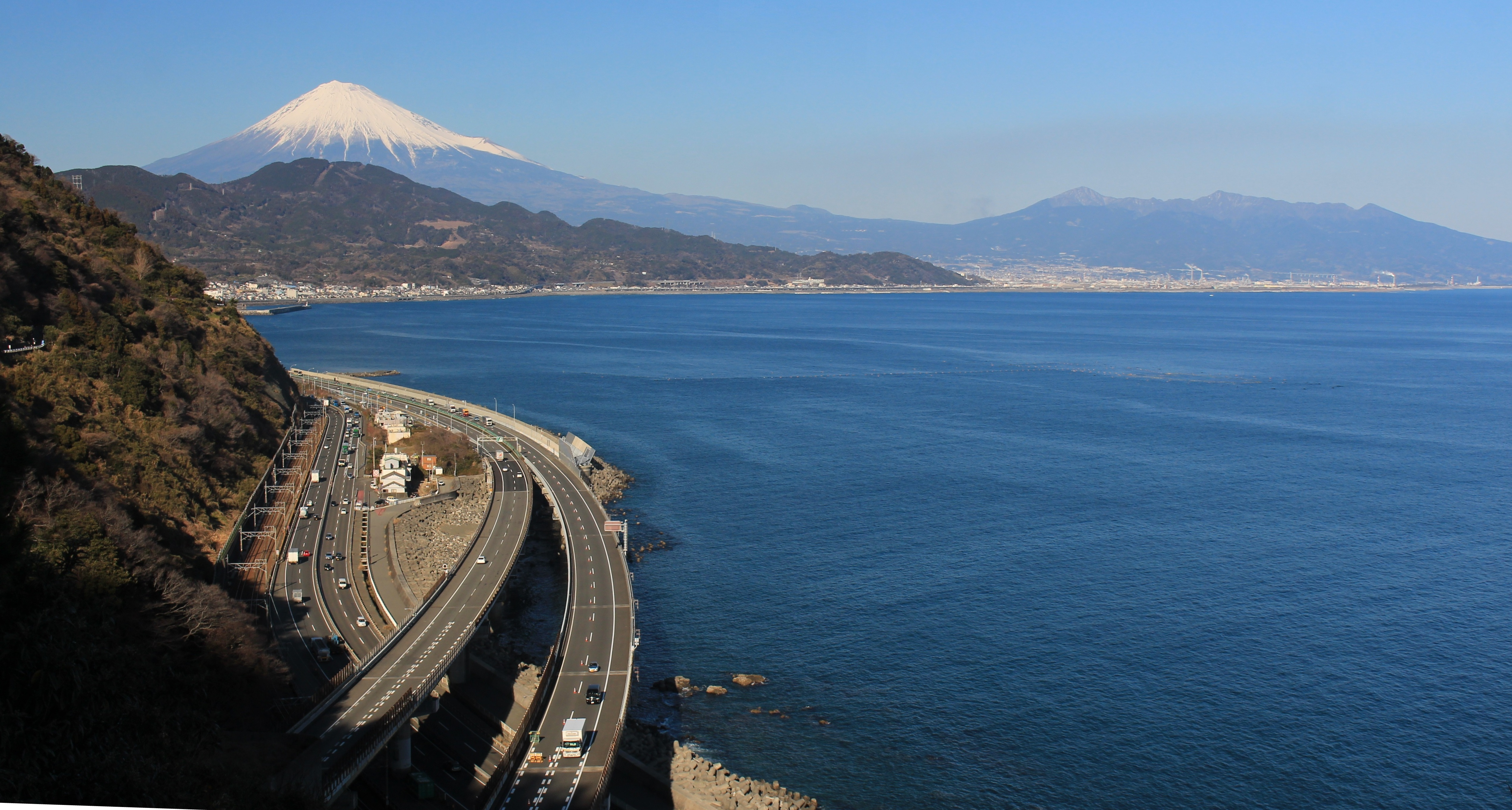
시즈오카시 시미즈구에서 바라본 스루가만과 후지산

스루가만(일본어: 駿河湾 するがわん[*])은 일본 혼슈의 태평양 연안인 시즈오카현에 있는 만이다. 이즈반도의 끝 이로자키와 오마에자키를 잇는 가상의 선 북쪽의 해역을 말한다. 깊이 2500 m로 일본에서 가장 깊은 만이다.